# Jan Holnicki-Szulc
Jan Holnicki-Szulc (ur. 1945) – polski inżynier i naukowiec. Jest profesorem w Instytucie Podstawowych Problemów Techniki PAN (IPPT PAN), gdzie pracuje w Zakładzie Technologii Inteligentnych.
Badania Holnickiego-Szulca koncentrują się na mechanice konstrukcji, projektowaniu optymalnym i nauce o materiałach. Opublikował ponad 200 prac, w tym rozdziały książek, artykuły w recenzowanych czasopismach oraz autorskie książki, takie jak Virtual Distortion Method and Structural Analysis, Design, and Control, a także redagowane prace jak Smart Structures i Smart Technologies for Safety Engineering. Otrzymał Nagrodę Koboriego oraz nagrodę II stopnia dyrektora IPPT PAN.

## Edukacja
Holnicki-Szulc uzyskał tytuł magistra inżyniera na Politechnice Warszawskiej w 1969 roku, a następnie tytuł magistra matematyki na Uniwersytecie Warszawskim w 1972 roku. Stopień doktora nauk technicznych uzyskał w IPPT PAN w 1973 roku (tytuł rozprawy: "O sprężaniu ustrojów ciągłych układami cięgien"), a habilitację w 1983 roku.

## Kariera
Holnicki-Szulc rozpoczął pracę jako adiunkt w IPPT PAN w 1973 roku. Prowadził badania na Uniwersytecie Michigan w 1978 roku i Lehigh University w 1981 roku. W latach 1983–1999 był profesorem nadzwyczajnym, pracując także jako specjalista badawczy na Virginia Polytechnic Institute w 1988 roku i Northwestern University w 1986 roku. Od 1999 roku jest profesorem zwyczajnym w IPPT PAN, gdzie kierował Centrum Smart-Tech oraz Zakładem Technologii Inteligentnych.
Holnicki-Szulc kierował projektami badawczymi w dziedzinie technologii kosmicznych i produkcji energii. Jako koordynator prowadził projekt UE ADLAND (2008–2010) oraz projekt UE Marie Curie SMART-NEST (2011–2015), skupiający się na adaptacyjnych amortyzatorach do podwozi lotniczych. Wśród krajowych projektów koordynował SMART i SAFE (2008–2012) oraz AIA Polish (2013–2016), rozwijając metody monitorowania stanu konstrukcji, projektowania adaptacyjnego i kontroli drgań.

## Dorobek naukowy
W swojej książce z 1991 roku Virtual Distortion Method Holnicki-Szulc przedstawił koncepcję wirtualnych dystorsji jako narzędzia obliczeniowego do analizy problemów konstrukcyjnych. W 1995 roku, wspólnie z Jackiem T. Gierlińskim, opublikował Structural Analysis, Design, and Control by the Virtual Distortion Method, wprowadzając metodę VDM i jej zastosowania w analizie konstrukcji.
Wspólnie z José Rodellar redagował Smart Structures, analizując postępy w monitorowaniu inteligentnych konstrukcji. W 2004 roku, z Carlosem Motą Soaresem, opublikował Advances in Smart Technologies in Structural Engineering, gromadząc wykłady z konferencji SMART'03. Tracy Kijewski-Correa w recenzji podkreśliła, że książka „prezentuje unikalne rozwiązania problemów społecznych”. W książce Smart Technologies for Safety Engineering (2008) przedstawił interdyscyplinarne zastosowania technologii inteligentnych.

## Badania
Holnicki-Szulc skupił się na adaptacyjnej absorpcji uderzeń, metodzie wirtualnych dystorsji oraz innowacyjnych projektach, takich jak lądowniki bezsilnikowe. Promował 18 doktorantów.
W latach 80. opracował metodę VDM, inspirowaną teorią dystorsji sprężystych, umożliwiającą szybką reanalizę konstrukcji. Zastosowania VDM obejmowały modelowanie postępującego zawalania konstrukcji oraz identyfikację uszkodzeń w monitorowaniu stanu konstrukcji. Wraz z zespołem Smart-Tech rozwijał techniki Adaptacyjnej Absorpcji Uderzeń (AIA), łączące mechanikę, elektronikę i informatykę.
Od 2014 roku prowadził badania nad inżynierią stratosferyczną, projektując adaptacyjne aerostaty z helem. Opracował koncepcję adaptacyjnych materiałów z regulowaną granicą plastyczności oraz system adaptacyjnego podwozia lotniczego z regulowanym tłumieniem. Jego patentowany lądownik do bezpiecznego zrzutu ładunków zapewnia stabilne lądowanie delikatnych ładunków.

## Himalaizm
Jan Holnicki-Szulc był uczestnikiem i organizatorem wielu wypraw wysokogórskich, w tym ekspedycji na najwyższe szczyty świata.
W 1972 roku uczestniczył w polskiej wyprawie kierowanej przez Janusza Kurczaba na Noszak (7492 m n.p.m.), najwyższy szczyt Afganistanu. Wraz z Januszem Kurczabem i Krzysztofem Zdzitowieckim dokonał pierwszego przejścia południowo-zachodniej ściany góry. 
W 1974 roku był członkiem polsko-niemieckiej ekspedycji na Shispare (7611 m n.p.m.), również pod przewodnictwem Janusza Kurczaba. Wyprawa trwała 35 dni i zakończyła się pierwszym wejściem na szczyt. Holnicki-Szulc wspinał się w towarzystwie m.in. Leszka Cichego, Mirosława Dąbrowskiego, Marka Grochowskiego i innych.
Holnicki-Szulc brał także udział w historycznej zimowej wyprawie na Mount Everest w 1980 roku, prowadzonej przez Andrzeja Zawadę. Była to pierwsza udana zimowa ekspedycja na najwyższy szczyt świata (8848 m n.p.m.). Wyprawa zakończyła się zdobyciem wierzchołka przez Leszka Cichego i Krzysztofa Wielickiego. Holnicki-Szulc był jednym z członków zespołu wspierającego działania na górze.
W 2005 roku pełnił funkcję kierownika wyprawy, podczas której Piotr Morawski i Simone Moro dokonali pierwszego zimowego wejścia na ośmiotysięcznik Shisha Pangma (8027 m n.p.m.). Było to kolejne istotne osiągnięcie w historii polskiego himalaizmu zimowego.

## Nagrody i wyróżnienia
- 2014 – Nagroda Koboriego, Międzynarodowe Stowarzyszenie Kontroli i Monitoringu Konstrukcji[5]
- 2019 – Nagroda II stopnia dyrektora IPPT PAN[6]

## Publikacje

### Wybrane książki
- Metoda wirtualnych dystorsji (1991) ISBN 978-3540537793
- Structural Analysis, Design and Control by the Virtual Distortion Method (1995) ISBN 978-0471956563
- Smart Structures: Requirements and Potential Applications in Mechanical and Civil Engineering (1999) ISBN 978-0792356127
- Advances in Smart Technologies in Structural Engineering (2004) ISBN 978-3642061042
- Smart Technologies for Safety Engineering (2008) ISBN 978-0470058466